# Bases classiques de l'origami
En origami, de nombreux pliages commencent par une même succession de plis. Ces successions sont répertoriées et sont appelées bases. Les principales sont présentées ci-dessous.

## Base préliminaire
Elle combine deux plis « montagne » (voir Plis de base en origami) effectués le long des diagonales du carré à deux plis « vallée » (voir Plis de base en origami) effectués le long des médianes du carré. Il est possible de passer de la base préliminaire à la base de la bombe à eau en contrariant les plis existants et en enfonçant la pointe centrale.
La base préliminaire sert elle-même de base à d'autres bases (d'où son nom), telles que : la base de l'oiseau, la base de la grenouille, qui sont présentées plus bas.

Base préliminaire

## Base de la bombe à eau
Elle combine deux plis « vallée » effectués le long des diagonales du carré à deux plis « montagne » effectués le long des médianes du carré. C'est l'inverse de la base préliminaire, ce qui explique que l'on puisse passer de l'une à l'autre par retournement.

Base de la bombe à eau

## Base du poisson
Elle combine deux plis en oreilles de lapin (voir Plis de base en origami).

Base du poisson

## Base de l'oiseau
Elle s'obtient en appliquant deux plis pétales (voir Plis de base en origami) aux extrémités opposées de la base préliminaire.

Base de l'oiseau

## Base de la grenouille
Elle s'obtient en appliquant quatre plis aplatis suivis de quatre plis pétales aux quatre extrémités de la base préliminaire.

## Base du moulin

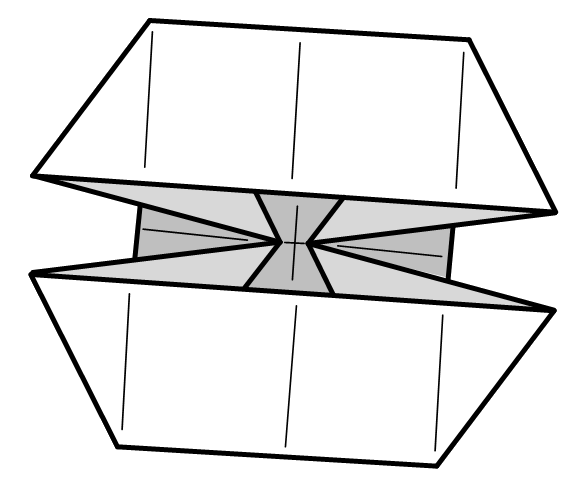
Base du moulin
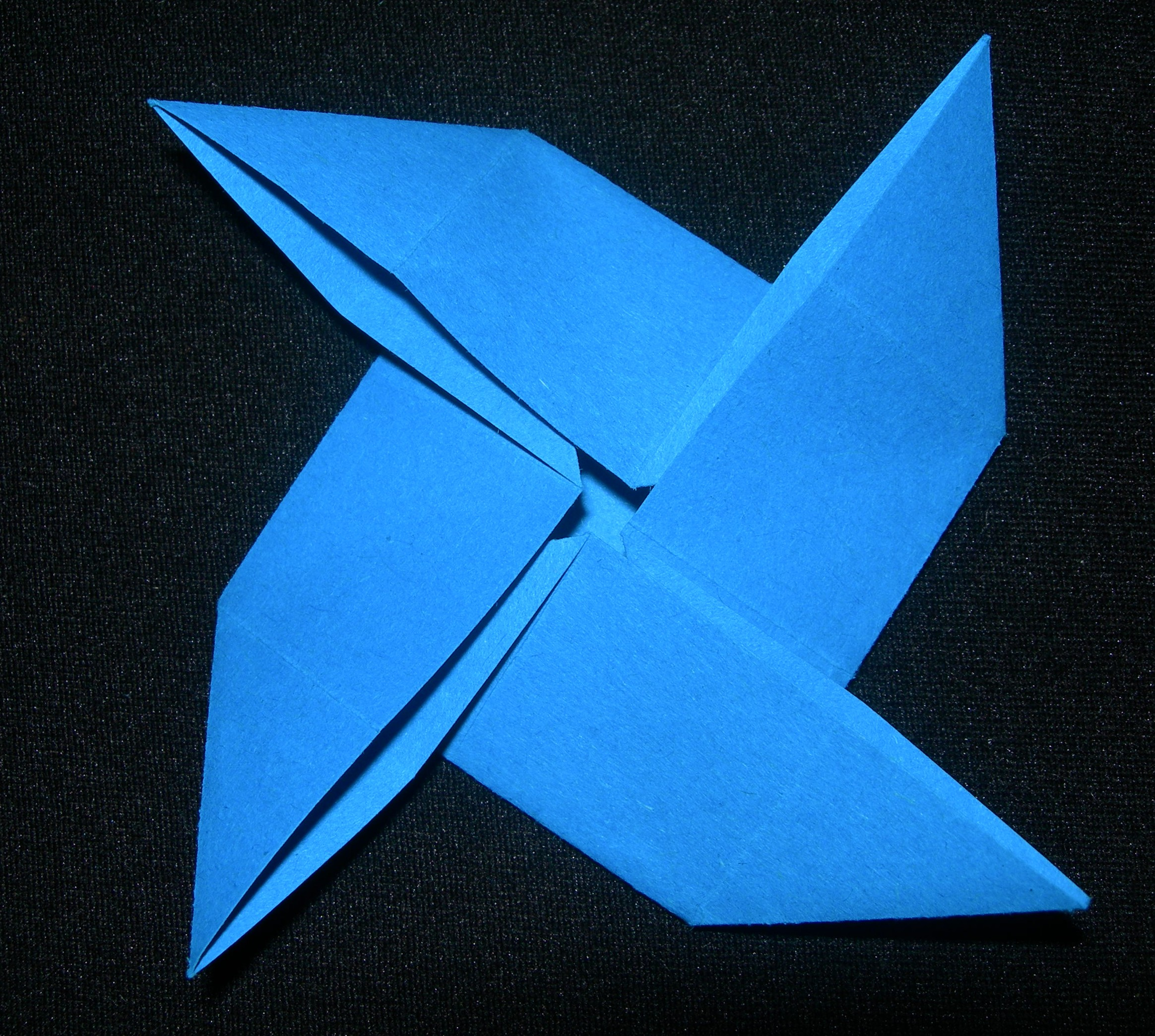
Le moulin en origami qui a donné son nom à cette base

## Base du cerf-volant

Base du cerf-volant

## Bases étirables
Certaines bases, comme celles de l'oiseau ou de la grenouille, sont étirables, ce qui permet d'obtenir une base différente.